# Sédon
Der Sédon ist ein kleiner Fluss im Westen von Frankreich, der im Département Morbihan der Region Bretagne westsüdwestlich der Stadt Rennes verläuft.

## Geografie

### Verlauf
Der Sédon entspringt im nördlichen Gemeindegebiet von Plumelec, verläuft generell Richtung Nordosten und mündet nach insgesamt rund 17 Kilometern an der Gemeindegrenze von Saint-Servant und Guégon als rechter Nebenfluss in den Oust, der hier Teil des Schifffahrtskanals Canal de Nantes à Brest ist.

### Orte am Fluss
(Reihenfolge in Fließrichtung)
- Kergoff, Gemeinde Plumelec
- Lestréha, Gemeinde Billio
- Le Mont, Gemeinde Guéhenno
- La Ville ès Vieilles, Gemeinde Cruguel
- Panros, Gemeinde Guégon
- Guilin, Gemeinde Guégon